# الظهرين (تعز)
الظهرين هي إحدى قرى الجمهورية اليمنية. وهي تتبع جغرافيًا لمحافظة تعز. وإداريًا لمديرية الصلو. يبلغ تعداد سكانها 2476 نسمة حسب الإحصاء الذي جرى عام 2004.